# Kúkai
Kúkai (空海; Hepburn: Kūkai) (774–835), posztumusz címén Kóbó daisi (弘法大師, Kōbō daishi) kora Heian-kori (794–1185) japán szerzetes, a buddhista singon szekta alapítója volt. A kínai fővárosban, Csanganban tanulván, 819-ben elkezdte kiépíteni a Kója-hegyi ezoterikus buddhista központot. Állítólag ő „találta fel” a kana ábécéket („a japán kultúra atyja”), de ezenkívül jeles tóépítő, költő, kalligráfus, szobrász és szótáríró is volt (az ő műve a Tenrei bansó meigi, a legrégibb fennmaradt japán szótár). Legfontosabb írásai a Szokusin dzsóbucu gi (’Hogyan tehetünk szert megvilágosodásra földi életünkben’) és a tízkötetes Dzsúdzsúsinron (’A lélek fejlődésének tíz fokozatáról’).